# Nicolaea schausa
Nicolaea schausa is een vlinder uit de familie van de Lycaenidae. De wetenschappelijke naam van de soort werd als Thecla schausa in 1912 gepubliceerd door Edward Dukinfield Jones.